# Ocheyoherpia trachia
Ocheyoherpia trachia is een Solenogastressoort uit de familie van de Phyllomeniidae. De wetenschappelijke naam van de soort is voor het eerst geldig gepubliceerd in 1999 door Scheltema.